# Mojang Studios
Mojang Studios (mojäng – švédsky gadget) je švédská firma vyvíjející videohry, založená v květnu 2009 pod jménem Mojang Specifications Markusem Perssonem a do května 2020 známá pod jménem Mojang AB. Sídlo firmy je ve Stockholmu. V září 2014 ji koupila americká společnost Microsoft za 2,5 miliardy dolarů (cca 53,4 miliardy Kč).

## Hry
| Jméno           | Datum vydání            | Platforma |
| --------------- | ----------------------- | --- |
| Minecraft       | 30.3. 2009 test version | Java, Java applet, iOS, Android, Xbox 360, Xbox One, PlayStation 3, PlayStation 4, PlayStation Vita, Microsoft Windows, macOS, Linux, Amazon Fire TV, Apple TV, Samsung Gear VR, Windows Phone, PlayStation Vita, Raspberry Pi, Wii U, Nintendo Switch, New Nintendo 3DS, New Nintendo 2DS XL, PlayStation 5, Xbox Series X, Xbox Series S, iOS |
| Cobalt          | 2. 2. 2016              | Microsoft Windows, Mac OS, Linux, Xbox 360, Xbox One |
| Scrolls         | 11. 12. 2014            | Multiplatformní |
| Catacomb Snatch | 19. 2. 2012             | Java |

## Zaměstnanci
| Jméno              | Funkce                                    |
| ------------------ | ----------------------------------------- |
| Markus Persson     | Tvůrce Minecraftu                         |
| Carl Manneh        | Generální ředitel                         |
| Daniel Kaplan      | Obchodní ředitel                          |
| Jakob Porser       | Vývojář hry Scrolls                       |
| Jens Bergensten    | Hlavní vývojář Minecraftu                 |
| Markus Toivonen    | Grafik                                    |
| Tobias Mollstam    | Webový vývojář                            |
| Daniel Frisk       | Architekt                                 |
| Aron Nieminen      | Hlavní vývojář Minecraft – Pocket Edition |
| Lydia Winters      | Vedoucí zábavy                            |
| Mattis Grahm       | Grafik                                    |
| Leonard Axelsson   | Webový vývojář                            |
| Henrik Pettersson  | Grafik                                    |
| Krisoffer Jelbring | Webový vývojář                            |
| Jon Kagstrom       | Programátor AI Minecraftu                 |
| Karin Severinson   | Účetní                                    |
| Andreas            | Zákaznická podpora                        |
| Marc Watson        | Vedoucí zákaznické podpory                |
| Anton Albiin       | Zákaznická podpora                        |
| Mathias Andersson  | Zákaznická podpora                        |
| Mike Till          | Zákaznická podpora                        |
| Warren Loo         | Minecraft servery                         |
| Erik Broes         | Minecraft servery                         |
| Nathan Adams       | Minecraft servery                         |
| Nathan Gilbert     | Minecraft servery                         |

## Ocenění
- March Developers' Showdown 2011

## Postoj k internetové svobodě
Markus Persson na Twitteru 13. ledna 2012 napsal, že Mojang může 18. ledna "potichu vypnout weby minecraft.net a mojang.com" jakožto součást protestů proti SOPA a PIPA. Persson o SOPA a podobných protipirátských zákonech řekl: "Žádný rozumný člověk nemůže podpořit SOPA. Nevím, jestli my jsme rozumní, ale jsme silně a nekompromisně proti SOPA a podobným zákonům.".

## Soudní spor se společností Bethesda
Zenimax, mateřská společnost firmy Bethesda Softworks podala 27. září 2011 žalobu na společnost Mojang Studios s odůvodněním, že plánovaná hra Mojangu Scrolls porušuje duševní vlastnictví společnosti Bethesda ohledně jejich série The Elder Scrolls. 18. října Markus Persson oznámil, že Mojang soudní spor vyhrál, Bethesda ale stále může podat odvolání.

## Odkoupení Microsoftem
15. září 2014 Microsoft oznámil akvizici Mojang.